# Cratere Du Martheray
Du Martheray  è un cratere sulla superficie di Marte.